# Bohnenland-Görden-Rinne
Die Bohnenland-Görden-Rinne oder Bohnenlandrinne ist eine eiszeitliche glaziale Rinne im Westen des Landes Brandenburgs im Havelland. 

## Morphologie
Die von Norden nach Süden ausgerichtete eiszeitliche Bohnenland-Görden-Rinne entstand wie die nahegelegene Beetzseerinne während der letzten, der Weichselkaltzeit, als Gletschereis aus nordöstlicher Richtung aus Skandinavien nach Mitteleuropa vordrang. Am nördlichen Ende der etwa siebeneinhalb Kilometer langen glazialen Rinne liegen die beiden eiszeitlichen Stauchmoränen Schwarzer Berg und Gallberg und unmittelbar jenseits des Schwarzen Bergs das Gletscherzungenbecken Marzahner Fenn. Sie beginnt etwa auf einer Höhe von 45 Meter. Unter dem eiszeitlichen Gletschereis formten nach Süden gerichtete Schmelzwasserströme und Toteiskörper die Rinne aus. Sie verläuft im Norden über eine kleine Sanderfläche, dem Bohnenländer Sander. In der Rinne bildeten sich in der Folge zwei Seebecken, die durch eine Rinnenschwelle unterbrochen sind. Das größere südliche der zwei Rinnenbecken nimmt der Gördensee, das kleinere nördliche der Bohnenländer See ein. Weiterhin existieren mehrere moorige Feuchtgebiete innerhalb der Rinne. Ein natürlicher Abfluss der Seen und Feuchtgebiete existiert nicht mehr. Der Bohnenländer See wird westwärts über den Eisengraben zur Havel bei Tieckow, der Gördensee nach Süden in der Rinne über den Quenzgraben zum Quenzsee entwässert. Bohnenländer und Gördensee gehören wie der größte Teil der Rinne zur kreisfreien Stadt Brandenburg an der Havel. Nur der nördliche erste Kilometer liegt im Stadtgebiet Havelsees, im Landkreis Potsdam-Mittelmark.